# Iiwi
Iiwi (Drepanis coccinea) är en fågelart i familjen finkar inom ordningen tättingar. Den är endemisk för Hawaiiöarna. IUCN kategoriserar den som sårbar.

## Utseende och läten
Iiwin utmärks av sin scharlakansröda fjäderdräkt med svarta vingar och stjärt och en lång, nedåtböjd laxrosa näbb. Ungfåglarna är guldgula, mer fläckiga och med elfenbensfärgad näbb. Den märkliga sången beskrivs som bestående av ett par visslingar, ljudet av bollar som faller i vatten, två ballonger som gnuggas mot varandra samt ett gnisslande rostigt gångjärn.

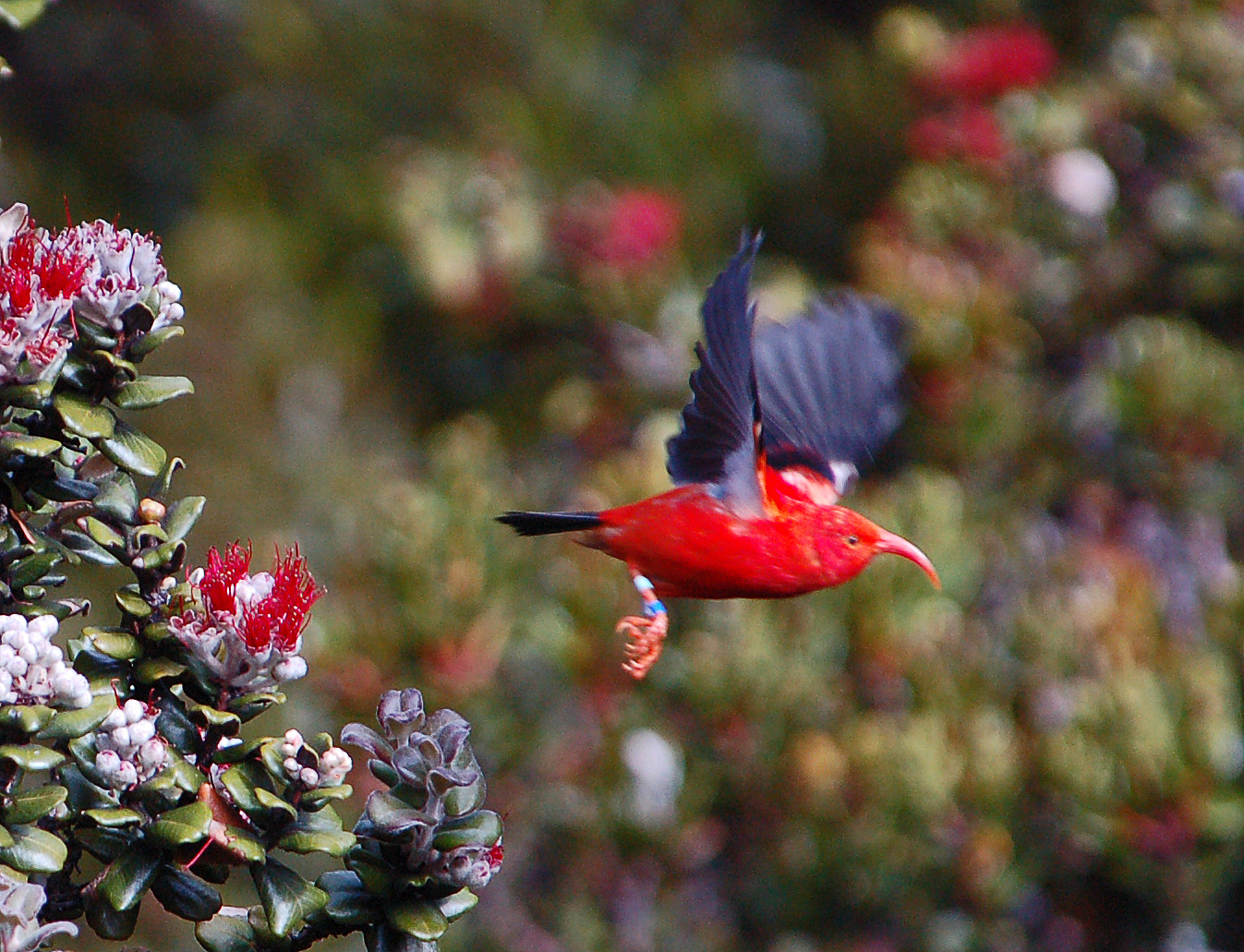
Bild som visar upp Iiwins färgstarka fjäderdäkt.

## Utbredning och status
Tidigare fanns den på alla de större öarna i ögruppen, men populationen har under 1900-talet minskat. Den försvann från Lanai i slutet av 1920-talet och på Molokai och Oahu finns bara ett litet antal fåglar kvar. Mest talrik är den på huvudön Hawaii och på ön Kauai. Den sammanlagda populationen beräknas uppgå till mellan 250 000 och en haklv miljon individer, med nedåtgående populationstrebd. Mest markant har tillbakagången varit på västra Hawaii, medan Maui och Hakalau har stabilare populationer. Internationella naturvårdsunionen IUCN kategoriserar arten som sårbar.
Orsaken till dess tillbakagång är inte helt känd, men man vet att den är känslig för en fågelmalaria som orsakas av Plasmodium relictum och som sprids med introducerade myggor i låglänta trakter. Även habitatförlust och introducerade djur som gris, katt och råtta är en trolig bidragande orsak till tillbakagången.

## Levnadssätt
Iiwin lever i skogar, på mellan 300 och 2 900 meters höjd. Vanligast förekommande är den på 1 300 till 1 900 meters höjd. Dess föda är nektar. 

## Systematik
Tidigare placerades den som ensam art i släktet Vestiaria, men förs numera oftast till Drepanis. Arten tillhör en grupp med fåglar som kallas hawaiifinkar. Länge behandlades de som en egen familj. Genetiska studier visar dock att de trots ibland mycket avvikande utseende är en del av familjen finkar, närmast släkt med rosenfinkarna. Arternas ibland avvikande morfologi är en anpassning till olika ekologiska nischer i Hawaiiöarna, där andra småfåglar i stort sett saknas helt.